# Kenneth Van Gansbeke
Kenneth Van Gansbeke (3 mei 1990) is een Belgisch judoka. Van Gansbeke is militair. In 2012 kon hij zich voor het eerst plaatsen voor een EK. Hij werd uitgeschakeld in de eerste ronde.

## Palmares

### 2014
- Wereldbeker Casablanca -66 kg
- eerste ronde EK -66kg

### 2013
- eerste ronde EK -66 kg
- Belgisch kampioenschap -66kg

### 2012
- eerste ronde EK -66 kg
- Belgisch kampioenschap -66 kg
- 5e Wereldbeker Lissabon -66 kg

### 2011
- Belgisch kampioenschap -66 kg
- Europa Cup Boras -66kg
- Wereldbeker Liverpool -66 kg
- Wereldkampioenschappen voor militairen -66 kg

### 2009
- Wereldkampioenschappen tot 20jaar -66kg

### 2006
- Europese kampioenschappen tot 17 jaar -60kg